# Laurel Broten
Pour les articles homonymes, voir Broten.
Laurel Broten est une avocate et femme politique libérale ontarienne qui siège à l'Assemblée législative de l'Ontario de 2003 à 2013, dans la circonscription provinciale électorale de Etobicoke—Lakeshore. Elle a occupé le ministère des Affaires intergouvernementales (en).